# Barrage El Quimbo
Le barrage El Quimbo est un projet d'énergie hydraulique dans le département d'Huila en Colombie. L'aire pour le projet va être 82,5 km2 
Il va avoir deux turbines
Les coûts annuels de fonctionnement dépassent 10 millions
El Quimbo est le deuxième plus grand projet hydroélectrique développé par le Groupe Enersis en Amérique latine après l'usine de Ralco (690 MW), au Chili, mis en service en 2004
La société mère est Endesa (Espagne), qui est une filiale de 92% d’Enel, une entreprise italienne
En 2011, le ministère de l'Environnement a ordonné à Emgesa de suspendre temporairement les achats de terres pour le projet après des protestations des communautés locales
La police a été violente contre des manifestants Le projet menace la forêt tropicale humide